# Christer Nilsson
Christer (oder Krister, Kristiern) Nilsson (Wasa) zu Björnö, Frötuna (* 1365; † 29. April 1442 in Viborg), war ein Reichsrat, Ritter (1396), Statthalter in Viborg (1417), Drost (1435) und Reichshauptmann (1436). Er liegt in der Riddarholmskyrkan in Stockholm begraben.

## Leben
Er war der Sohn von Nils Kettilsson (Vasa) und Christina Jonsdotter (Rickebyätten). Christer Nilsson wurde das erste Mal im Jahr 1396 erwähnt, als er zum Ritter geschlagen wurde.
Er war zwei Mal verheiratet. Das erste Mal mit Margareta Johannsdotter (Moltke), mit welcher er die Kinder Kristina Kristiernsdotter (Vasa) und Karl Kristiernsson (Vasa) hatte. Seine zweite Frau war Margareta Eriksdotter Krummedige (ca. 1426). Aus dieser Ehe gingen die Kinder Johan Kristiernsson (Vasa), Birgitta Kristiernsdotter (Vasa) und Nils Kristiernsson (Vasa) hervor.
Er stand hoch in der Gunst von Margarethe I. und Erik VII. Christer Nilsson war Herrscher eines gesamten damaligen Regierungsbezirkes und konnte selbständig weitreichende Entscheidungen treffen. Für König Erik VII. war er eine große Unterstützung, sowohl militärisch als auch im Reichsrat.
Unter der Herrschaft von König Karl VIII. begann sich sein Einfluss zu schwächen. Dies führte am Ende so weit, dass Karl VIII. Christer Nilsson inhaftieren ließ. Dies geschah vermutlich am 13. Januar 1439. Gleichzeitig wurde das gesamte Vermögen von Christer Nilsson zugunsten der schwedischen Krone eingezogen. Dazu gehörten auch sein Landsitz in Revelsta nördlich von Fjärdhundra im südlichen Uppland und sein Schloss sowie sein Verwaltungsbezirk. Unter der Regierungszeit von Christoph III. wurde er jedoch rehabilitiert und ihm wurde die Verwaltung des Bezirks von Viborg übertragen.